# Mosquée Hadži Hurem-Bor à Novi Pazar
La mosquée Hadži Hurem-Bor à Novi Pazar (en serbe cyrillique : Хаџи Хуремова-Бор џамија у Новом Пазару ; en serbe latin : Hadži Huremova-Bor džamija u Novom Pazaru) est une mosquée ottomane  qui se trouve à Novi Pazar, dans le district de Raška, en Serbie. Elle est inscrite sur la liste des monuments culturels protégés de la république de Serbie (identifiant no SK 366),.
Le cimetière de la mosquée est également classé.

## Présentation
Le voyageur ottoman Evliya Çelebi répertorie 23 mosquées à Novi Pazar au XVIIe siècle mais n'en mentionne que trois : la mosquée d'Isa-bey, la mosquée Altun-alem et la mosquée Hadži Hurem. C'est l'une des mosquées les plus grandes et les plus importantes de Novi Pazar ; c'est également la seule mosquée de la ville pour laquelle on conserve une inscription précisant la date de sa construction : 1561.
L'édifice a été endommagé et reconstruit plusieurs fois. Aujourd'hui, la mosquée est dotée d'un porche et elle est couverte d'un plafond plat en bois et d'un toit à quatre pans. Seul le minaret rappelle l'apparence originelle du bâtiment : il est notamment doté d'une riche décoration plastique avec des stalactites et des frises formées d'arches sarrasines.
À côté de la mosquée se trouve le turbe de Hadži Hurem qui abrite un sarcophage en bois sans inscription. Le cimetière près de la mosquée compte plusieurs tombes avec des stèles ottomanes appelées nişans ; elles datent de 1787, 1853 et 1854.